# Cabo Hatteras
El cabo Hatteras (antiguamente en español cabo Medanoso) es un cabo en la costa de Carolina del Norte. Es el punto más oriental del estado, lo que lo convierte en un punto clave para la navegación de la costa oriental de EE. UU. En realidad es una curva en la isla Hatteras (de 68 km de longitud recta, o unos 80 km siguiendo la curva). Era conocido como «el cementerio del Atlántico» debido a la gran cantidad de barcos que naufragaban en la región.
En 1803 se construyó un primer faro. En 1870 fue reemplazado por el actual, de 60,50 m de altura, que resultó el faro más alto de EE. UU. y el faro de ladrillos más alto del mundo. Con el paso de las décadas y los movimientos de la arena, la costa se acercó peligrosamente al faro (hasta a 50 m de distancia). En 1999, el faro fue levantado y mudado a 884 m de distancia. La costa se encuentra ahora a unos 450 m (aproximadamente la distancia cuando fue construido hace 140 años).

## Huracanes
Esta zona es muy castigada por frecuentes huracanes.

En 2003, el huracán Isabel devastó la zona. Cortó en dos los pueblos de Frisco y Hatteras, y la autopista North Carolina State Highway 12 (NC 12) que brinda una ruta directa entre Nags Head a la isla Hatteras. También destruyó varios pueblos pequeños del cabo. Durante casi un año, los estudiantes tuvieron que usar un ferry para ir a la escuela. La reconstrucción del área comenzó en 2005.

## Galería de imágenes

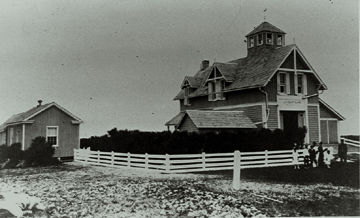
Estación salvavidas en el cabo Hatteras.
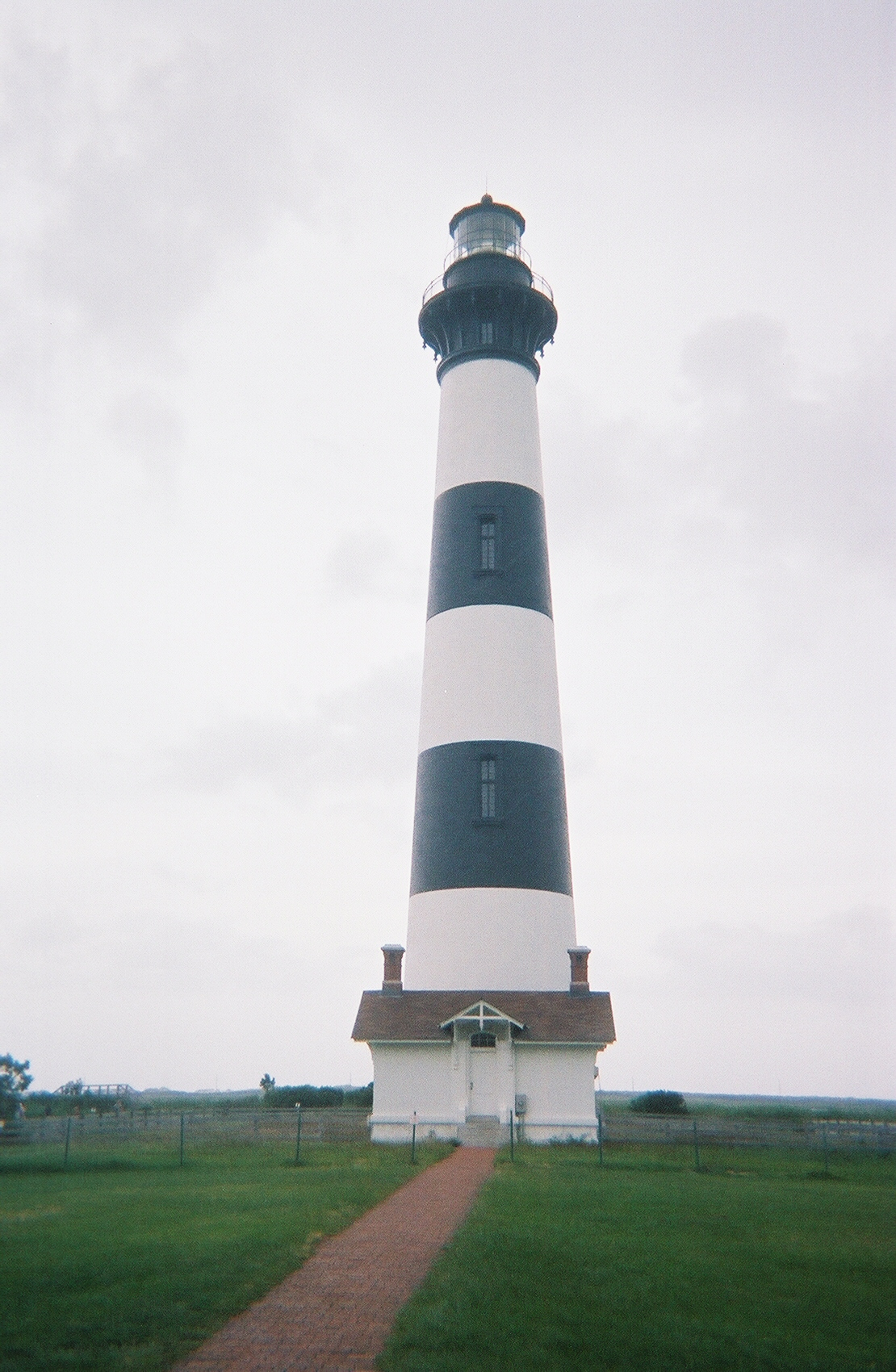
El faro Bodie Island, en el cabo.
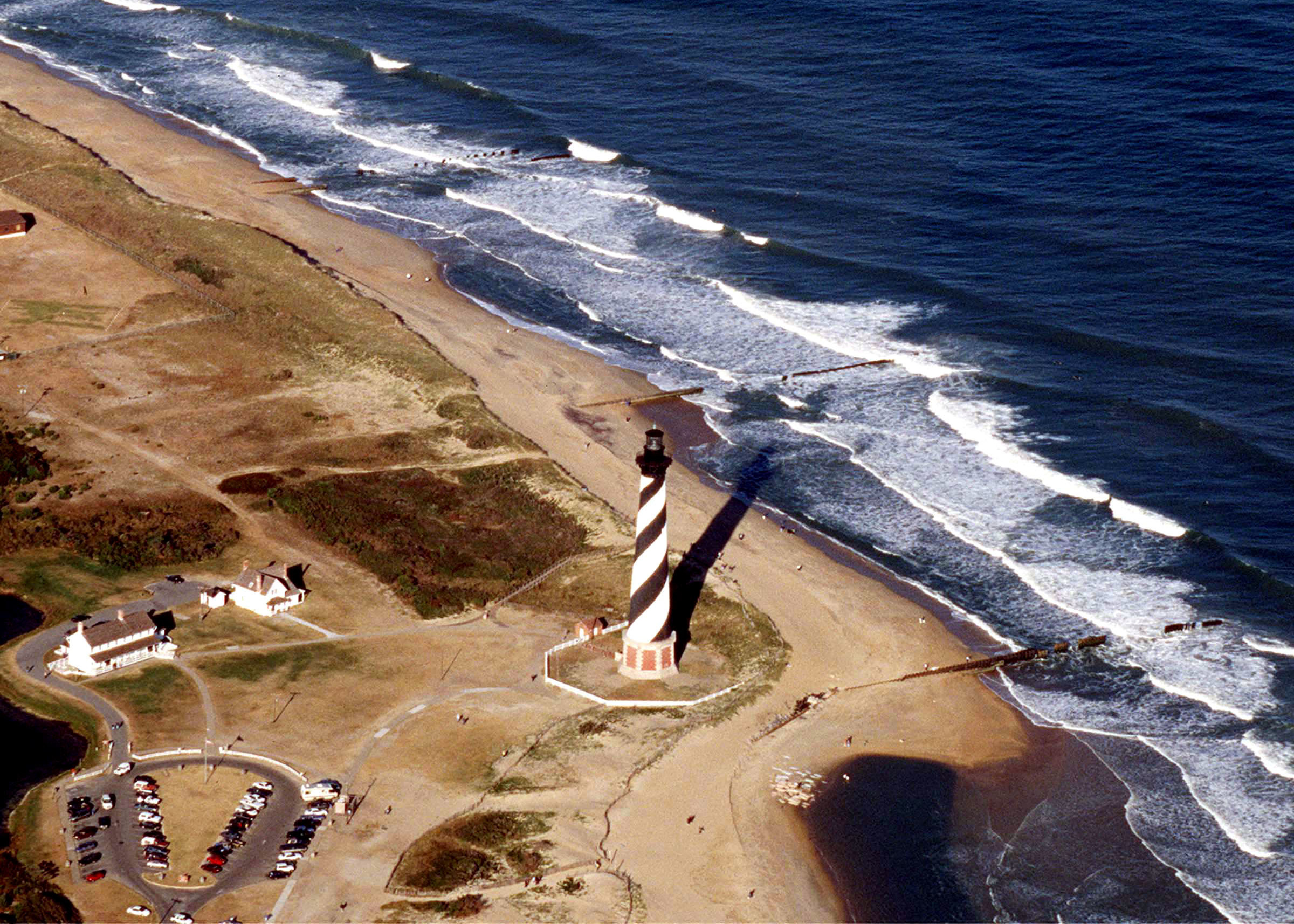
Vista aérea del faro en 1999, antes de su mudanza; la costa del océano se encuentra a escasos 60 m de distancia.
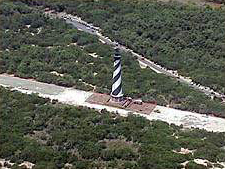
Mudanza del faro, el 1 de julio de 1999 (cortesía del National Park Service).